# الإبادات الجماعية البوروندية
منذ استقلال بوروندي في عام 1962، كان هناك حدثان رئيسيان تحت مسمى الإبادة الجماعية في البلاد. إن عمليّات القتل الجماعي التي ارتكبها الهوتو عام 1972 من قبل الجيش الذي يسيطر عليه التوتسي والقتل الجماعي للتوتسي في عام 1993 من جانب الغالبيّة من الهوتو، توصف بأنّها إبادة جماعيّة في التقرير النهائي للجنة التحقيق الدوليّة من أجل بوروندي التي قدّمت إلى مجلس الأمن التابع للأمم المتحدة عام 1996.

## الخلفيّة
كانت التركيبة السكانيّة لبوروندي خلال الستينيات والسبعينيّات حوالي 86% من الهوتو، و13% من التوتسي، و1% من التوا. وبالنسبة لمعظم هذه الفترة حافظت جماعة التوتسي على احتكارها للمناصب الحكوميّة والعسكريّة العليا. حصلت بوروندي على استقلالها عن بلجيكا عام 1962، وفي عام 1965 أجريت أوّل انتخابات بعد الاستقلال. حقق مرشحو الهوتو فوزاً ساحقاً، حيث حصلوا على 23 مقعداً من أصل 33 مقعداً. ولكن بدلاً من تعيين رئيس وزراء من الهوتو، عيّن الملك موامبوتسا الرابع أمير توتسي، ليوبولد بيها، رئيساً للوزراء. في 18 تشرين الأول من عام 1965، حاول الهوتو، الغاضبون من قرار الملك، القيام بانقلاب. فرّ الملك من البلاد، لكن الانقلاب فشل في نهاية المطاف.
بعد سنوات، كانت الأسابيع التي تقترب من 29 نيسان من عام 1972 تسير باهتمام سياسي من الأحداث المتعلّقة بعودة الملك السابق، نتاري الخامس. مما عقّد العناصر التي تحرّكت مع المؤامرات البيزنطيّة، ذهاب نتاري إلى أوغندا أولاً. زعم رئيس أوغندا، عيدي أمين، أنّه حصل على ضمان مكتوب من الرئيس ميكسبيرو بأن نتاري قد يعود إلى يوروندي ويعيش هناك كمواطن خاص. باستخدام طائرة هيلوكبتر تحت تصرّفه من رئيس الدولة الأوغندي، وصل نتاري حيث كان هو وأحفاده يحكمون كملوك، في آذار 1972. في غضون بضع ساعات وضع تحت الإقامة الجبريّة في القصر السابق في جيتيغا. بعد فترة وجيزة، أعلن بثّ إذاعي رسمي أن نتاري كان يحاول إثارة غزو مرتزق لبوروندي لاستعادة الحكم. فضل بعض الوزراء أنّه سيظلّ تحت الحماية المحدودة في جيتيغا، بينما يريد آخرون موته. تمّ حل الوضع بشكل غير رسمي عندما اغتيل نتاري في وقت ما بين مساء السبت 29 نيسان وصباح اليوم التالي، في ظلّ ظروف لاتزال غير واضحة. ولم يتمّ تحديد ما إذا كانت هناك مؤامرة أو وفاته مع اندلاع العنف في جيتيغا.

## الإبادة الجماعية

### العنف الأوّلي الذي يسبق حوادث قتل الـ72
في 27 نيسان من عام 1972، اندلع تمرّد يقوده بعض أفراد الهوتو في الدرك في مدينتي رومونج ونيانزا-لاك على ضفّتي البحيرة معلناً تأسيس جمهوريّة مارتيازو. وأبلغ شهود عيان عن فظائع لا تحصى، وقام متمرّدو الهوتو المسلّحون بقتل كل التوتسي الموجودين، وكذلك الهوتو الذين رفضوا الانضمام إلى التمرّد. ويقدّر أنّه خلال اندلاع تمرّد الهوتو الأوّلي قتل ما بين 800 إلى 1200 شخص.

### مذبحة الإبادة الجماعيّة من الهوتو في الـ72
ردّاً على العنف، أعلن الرئيس ميشيل ميكومبيرو (التوتسي) الأحكام العرفيّة. قتلت قوّاته المسلّحة الهوتو بشكل جماعي. تمّ التخطيط بشكل واضح للمراحل الأوليّة للإبادة الجماعيّة، مع قوائم الأهداف بما في ذلك الهوتو المتعلّمين –النخبة- والمدرّبين عسكريّاً. وبمجرّد الانتهاء من ذلك، تحرّك الجيش الذي تسيطر عليه قبائل التوتسي ضد السكّان المدنيين الأوسع.

#### عدد ضحايا الإبادة الجماعيّة في الـ72
قدّرت السلطات الحكوميّة التي يسيطر عليها التوتسي في الأصل أن ما يقارب 15000 شخص قد قتلوا، بينما ادّعى خصوم الهوتو أن العدد كان أقرب بكثير إلى 300.000. اليوم، تشير التقديرات بين هذين الرقمين، أن العدد الحقيقي للأشخاص الذين قتلوا هو 80.000 إلى 210.000 شخص.
يقدّر أن مئات الآلاف من الهوتو قد فرّوا من الإبادة الجماعيّة في زائير ورواندا وتنزانيا.

#### هجمات مضادة من قبل الهوتو بعد مذابح الـ72 الجماعيّة
وخلال الفترة من 29-30 نيسان، قام المتمرّدون المسلّحون في بوروندي (الهوتو) بالتحالف مع المنفيين الزائيريين، وهاجموا جنوب بوروندي وجيتيغا وبوجومبورا. كانوا بحاولون إقامة جمهوريّة تهيمن عليها جماعات الهوتو والتخلّص من التوتسي. ومع ذلك، يعتقد معظم مراقبي الحدث أن الرقم 50.000 مبالغ فيه إلى حدّ كبير. كما أبرم المراقبون أدلّة تفيد بأن هناك محاولة من عناصر الهوتو للإطاحة بحكومة ميكومبرو. كان هناك حوالي 4-5 آلاف من الهوتو تشارك في هذا الهجوم. لم يكن لديهم إحصاء، لكن التقديرات تشير إلى مقتل 3000 من التوتسي خلال الأسبوع الأوّل. لا يوجد أي دليل على تورّط المتوليين في أعمال العنف. كان هذا جزءاً من نمط تاريخي لهيمنة مجموعة الأغلبيّة من قبل الأقليّة.